# Xanthophytum foliaceum
Xanthophytum foliaceum är en måreväxtart som beskrevs av Axelius. Xanthophytum foliaceum ingår i släktet Xanthophytum och familjen måreväxter. Inga underarter finns listade i Catalogue of Life.